# مارثا شارب
مارثا شارب (بالإنجليزية: Martha Sharp)‏ هي عاملة إجتماعية أمريكية، ولدت في 25 أبريل 1905 في بروفيدنس في الولايات المتحدة، وتوفيت في 6 ديسمبر 1999.